# Olympische Winterspiele 2018/Teilnehmer (Ecuador)
| Gelbes Symbol für Goldmedaillen mit stilisierten Olympischen Ringen | Graues Symbol für Silbermedaillen mit stilisierten Olympischen Ringen | Braundes Symbol für Bronzemedaillen mit stilisierten Olympischen Ringen |
| ------------------------------------------------------------------- | --------------------------------------------------------------------- | ----------------------------------------------------------------------- |
| —                                                                   | —                                                                     | —                                                                       |

Bei den Olympischen Winterspielen 2018 nahm Ecuador mit einem Athleten im Skilanglauf teil. Es war die erste Teilnahme Ecuadors an Olympischen Winterspielen. Klaus Jungbluth Rodríguez war außerdem Fahnenträger bei der Eröffnungsfeier.

## Teilnehmer nach Sportarten

### Skilanglauf
| Athleten                  | Wettbewerbe    | Zeit        | Rang |
| ------------------------- | -------------- | ----------- | ---- |
| Männer                    |                |             |      |
| Klaus Jungbluth Rodríguez | 15 km Freistil | 53:30,1 min | 112  |